# 156631 Margitan
156631 Margitan este o planetă minoră (asteroid) din centura de asteroizi. A fost descoperită pe 6 mai 2002 la Observatorul Palomar de Near Earth Asteroid Tracking. 
Obiectul prezintă o orbită caracterizată de o semiaxă mare de 3,1180644678765 UAi, o excentricitate de 0,24, o înclinație de 17,5 ° în raport cu ecliptica.